# Гольман, Доминик Иосифович
Доминик Иосифович Гольман (нем. Dominik Hollmann; 12 августа 1899 — 6 декабря 1990) — немецкий советский писатель и поэт. 

## Биография
Доминик Гольман родился в городе Камышине Саратовской губернии (ныне Волгоградская область) в 1899 году. По национальности — поволжский немец. Ещё до революции окончил школу и учительские курсы. В 1916—1932 годах работал учителем в сельских школах немецкого Поволжья: Ротгаммель (Памятное, сегодня не существует), Мариенфельд(сегодня Новониколаевка Котовского района Волгоградской области). Будучи главой семьи из 5 человек, поступил на заочное обучение во 2-й Московский государственный университет. С 1932 по 1935 годы — студент очного отделения Немецкого государственного педагогического института в городе Энгельсе, столице автономной республики немцев Поволжья, по окончании которого был оставлен в нём ассистентом по немецкому языку. Позднее доцент немецкого языка и декан факультета там же.
В 1941 году по Указу Президиума Верховного Совета СССР от 28 августа 1941 был депортирован в Красноярский край. В 1942 году был призван в так называемую трудовую армию, находился в Вятлаге, где работал на лесозаготовках. В 1943 году как доходяга был актирован (списан по акту) и «отпущен на поправку к семье», которая к этому времени была мобилизована на рыбный промысел и находилась на северном Енисее в станке (поселке) Верхнеимбатск Туруханского района Красноярского края. В Верхнеимбатске, а затем в станке Искуп работал в рыболовецкой артели, а затем учителем местной начальной школы, бухгалтером. В 1953 году Гольману удалось получить место учителя немецкого языка в школе села Терское Канского района Красноярского края, позже место старшего преподавателя в Сибирском технологическом институте в городе Красноярск. Был инициатором и непосредственным организатором первых после войны семинаров советских немецких писателей (1958—1962).
В 1978 году вернулся в Камышин.
Активный участник движения советских немцев за их реабилитацию и восстановление автономной республики немцев Поволжья (АССР НП), член первых двух делегаций в Москве в январе и июне 1965 года. Автор многочисленных писем и обращений в верховные органы партийной и советской власти по этому вопросу. Черновики этих обращений хранятся в архиве Гуверовского института войны, революции и мира Стэнфордского университета.
Личный архив Гольмана хранится в семье его дочери Иды Бендер. В краеведческом музее г. Камышина существует постоянно действующая композиция «Доминик Гольман — немецкий сын России».

## Творчество
Первые пробы пера относятся к 15-летнему возрасту. С 1923 года активно корреспондирует с газетой «Nachrichten», издаваемой в г. Энгельс (до 1931 года — Покровск). С 1937 года — консультант Союза писателей АССРНП. В 1940 году принят в Союз писателей СССР. За годы с 1935 по 1941 составил учебник грамматики для 5-6 классов немецких школ, хрестоматии для 4-го класса немецких школ и для школ ликбеза для взрослых. По заданию Немгосиздата переводит на немецкий язык Конституцию Автономной республики немцев Поволжья, произведения И. Тургенева, А. Чехова, С. Маршака, К. Чуковского, М. Твена. Основная и наиболее продуктивная творческая деятельность приходится на период после 1965 г.
Гольман писал в жанре строгого реализма, изображал жизнь немцев Поволжья: крестьян и сельской интеллигенции. Его перу принадлежат сборники прозы «Auf gut Glück!» («В добрый путь»), «Kern des Lebens» («Суть жизни»), «Der Vogel ändert seinen Flug» («Птица меняет свой полёт»), «Menschenschicksale» («Судьбы людские»), «Stürmisch war die Nacht und andere Erzählungen» («Штормовая ночь и другие рассказы»), сборник стихов «Ich schenk‘ dir, Heimat, meine Lieder» («Тебе, о Родина, дарю я свои песни») и др.
Им написаны семь повестей и романов, более 200 рассказов, более 600 стихотворений, более 100 публицистических и литературно-критических статей и портретов росс.-нем. литераторов. Многие произведения не были опубликованы из-за запретов цензуры писать о судьбе российских немцев, об их жизни на Волге до войны или об их депортации в 1941 году. Так лирическое стихотворение «Olga von der Wolga» (Ольга с Волги) не было разрешено к публикации из-за простого упоминания реки Волги. Некоторые из них, такие как «Wiegenlied einer sowjetdeutschen Mutter in der sibirischen Verbannung» («Колыбельная советской немки в сибирском изгнании»), «Nachkommen» («Потомкам»), «Ein Traum» («Мечта»), распространялись в письмах и пелись, как, например песня «Mein Heimatland», («Моя Родина») в качестве народных, будучи положены на мелодии известных русских песен.